# Akmal Rizal Ahmad Rakhli
Akmal Rizal Ahmad Rakhli (ur. 12 grudnia 1981 w Jitrze) – malezyjski piłkarz grający na pozycji napastnika.

## Kariera klubowa
Karierę piłkarską Rakhli rozpoczął w klubie Kedah FA. W 1999 roku zadebiutował w jego barwach w pierwszej lidze malezyjskiej. W tym samym roku został piłkarzem francuskiego RC Strasbourg, ale nie przebił się do składu pierwszej drużyny i był wypożyczony do amatorskiego FCSR Haguenau. W 2002 roku wrócił do Malezji i w latach 2002–2006 ponownie grał w Kedah FA. W 2006 roku wywalczył z nim mistrzostwo Premier League.
W latach 2006–2008 Rakhli był piłkarzem Selangoru FA. Z Elangorem wystąpił w 2008 roku w finałach Pucharu Malezji i Pucharu Federacji. W 2009 roku grał w Kuala Muda NAZA FC, a w 2010 roku podpisał kontrakt z Kelantanem FA. Następnie grał w: Perak FA, Kedah FA, Sarawak FA i Kedah United.

## Kariera reprezentacyjna
W reprezentacji Malezji Rakhli zadebiutował w 2001 roku. W 2007 roku został powołany do kadry na Puchar Azji 2007. Na tym turnieju rozegrał 2 spotkania: z Chinami (1:5) i z Uzbekistanem (0:5).